# Бабасуландия

Бабасуландия на карте штата.

Бабасуландия (порт. Babaçulândia) — муниципалитет в Бразилии, входит в штат Токантинс. Составная часть мезорегиона Западный Токантинс. Входит в экономико-статистический микрорегион Арагуаина. Население составляет  10 424 человека на 2010 год. Занимает площадь 1 788,461 км². Плотность населения — 5,83 чел./км².

## История
Город основан 23 июня 1953 года. 

## Демография
Согласно сведениям, собранным в ходе переписи 2010 г. Национальным институтом географии и статистики (IBGE), население муниципалитета составляет:
| Полное население                               | Полное население                               | Полное население                               | Полное население                               | 10 424 |
| ---------------------------------------------- | ---------------------------------------------- | ---------------------------------------------- | ---------------------------------------------- | ------ |
| в том числе:                                   | Городское население                            | 4 929                                          | Процент городского населения, %                | 47,29  |
|                                                | Сельское население                             | 5 495                                          | Процент сельского населения, %                 | 52,71  |
|                                                | Мужское население                              | 5 540                                          | Процент мужского населения, %                  | 53,15  |
|                                                | Женское население                              | 4 884                                          | Процент женского населения, %                  | 46,85  |
| Плотность населения, чел/км²                   | Плотность населения, чел/км²                   | Плотность населения, чел/км²                   | Плотность населения, чел/км²                   | 5,83   |
| Население муниципалитета в % к населению штата | Население муниципалитета в % к населению штата | Население муниципалитета в % к населению штата | Население муниципалитета в % к населению штата | 0,75   |

По данным оценки 2016 года население муниципалитета составляет 10 736 жителей.

## Статистика
- Валовой внутренний продукт на 2003 составляет 17.046.010,00 реалов (данные: Бразильский институт географии и статистики).
- Валовой внутренний продукт на душу населения на 2003 составляет 1.573,67 реалов (данные: Бразильский институт географии и статистики).
- Индекс развития человеческого потенциала на 2000 составляет 0,610 (данные: Программа развития ООН).

## Важнейшие населенные пункты
| № | Населённый пункт | Населённый пункт (порт.) | Категория | Население чел. (2010) | На карте                       |
| - | ---------------- | ------------------------ | --------- | --------------------- | ------------------------------ |
| 1 | Бабасуландия     | Babaçulândia             | город     | 4 929                 | 7°12′07″ ю. ш. 47°45′46″ з. д. |
| 2 | Корренти         | Corrente                 | поселок   | н/д                   | 7°12′40″ ю. ш. 47°54′04″ з. д. |
| 3 | Ирани            | Irani                    | поселок   | н/д                   | 7°13′44″ ю. ш. 47°55′46″ з. д. |